# IUCLID
国際統一化学情報データベース（こくさいとういつかがくじょうほうデータベース、英語: International Uniform Chemical Information Database、IUCLID、国際統一化学物質情報データベースとも）は、経済協力開発機構 (OECD) HPV、欧州連合 (EU) BPR規則(バイオサイド指令の改訂版。2012年7月12日施行)、EU REACH規則 等のデータ提出要件を処理するすべての組織のIT環境で、中心的な役割を果たせるように開発されたJavaアプリケーション・ソフトウェアである。
産業界の関係者、欧州加盟国、欧州化学物質庁 (ECHA) その他興味のあるものであれば、誰でも IUCLID のウェッブサイトから無償でダウンロードして、ローカルのコンピュータにインストールできる。インストールされた IUCLID を使って、収集した化学安全に関わるデータを整理保管したり、提出用の書類を作成したり、データ交換をしたりするためにデータを export/import することができる。IUCLID のデータ構造の仕様は OECD の Harmonized Template に準拠している。
この電子ツールは、OECD の IUCLID user requirement forum や専門家会議でもその仕様が議論されるが、その開発の担当は欧州化学物質庁 (ECHA) であり、ECHA が開設しているIUCLIDサイトより、誰でも無償でダウンロードして使用できる。
このツールとともにそれを補完するいわゆるプラグインツールなどもまたIUCLIDサイトよりダウンロードできる。ただし、欧州の化学安全アセスメントとその報告書作成ツールであるCHESAR (Chemical Safety Assessment and Reporting Tool) は単独のサイトが開設されている。　2012年6月20日に公開されたCHESARバージョン2はもはやプラグインではない。
IUCLID は、プラグインツールも含め全体として、欧州の化学物質規制 (REACH、CLP、バイオサイド、化学エージェント指令 (Chemical Agent Directive) など）の要請に応えるシステムとなってきており、特に、REACH が規定する化学安全アセスメント (Chemical Safety Assessment) 全体のプロセスを支援するものとなってきている。